# (36438) 2000 PW24
2000 PW24 (asteroide 36438) é um asteroide da cintura principal. Possui uma excentricidade de 0.10906310 e uma inclinação de 7.68632º.
Este asteroide foi descoberto no dia 3 de agosto de 2000 por LINEAR em Socorro.